# Nottingham Castle
El castillo de Nottingham (en inglés Nottingham Castle) es un castillo situado en Nottingham, Inglaterra. Está localizado en una posición dominante en un promontorio natural conocido como Castle Rock, con acantilados de 130 pies (40 m) de altura al sur y al oeste. En la Edad Media fue una fortaleza real importante y residencia real ocasional. En declive desde el siglo XVI, fue derribado en su mayoría en 1649. El Duque de Newcastle construyó allí  una mansión, que fue incendiada por agitadores en 1831, quedando en ruina. Fue más tarde reconstruido para albergar una galería de arte y museo, que siguen en uso. Poco del castillo original sobrevive, aunque los restos permiten tener una impresión de la planta del lugar.

## Historia medieval
El primer castillo Normando en Castle Rock fue una estructura de madera con forma de mota castral, cuya construcción comenzó en 1068, dos años después de la Batalla de Hastings, por órdenes de Guillermo el Conquistador. Esta estructura de madera fue reemplazada por un castillo de piedra mucho mejor defendible durante el reinado de Enrique II, imponente y con un complejo diseño arquitectónico, formado por un recinto superior en el punto más alto, un recinto medio al norte que contenía los apartamentos reales principales, y un gran recinto exterior al este.
Durante siglos el castillo sirvió como uno de los más importante en Inglaterra para nobles y realeza igualmente. Estaba en una posición estratégica debido a su ubicación cercana al vado del Río Trent; y fue también conocido como sitio del ocio por su cercanía a las tierras de caza reales de Tideswell, la "Despensa de los Reyes" en el Bosque Real de Peak, y también los bosques reales de Barnsdale y Sherwood. El castillo también tuvo su propio parque de ciervos en el área inmediatamente al oeste, que es aún conocida como El Parque.
Mientras Ricardo I ("corazón de león") estaba fuera en la Tercera Cruzada, junto con numerosos nobles ingleses, el castillo de Nottingham fue ocupado por seguidores del Príncipe Juan, incluyendo al Sheriff de Nottingham. En las leyendas de Robin Hood, el castillo de Nottingham es el escenario del enfrentamiento final entre el Sheriff y el proscrito.
En marzo de 1194, una batalla histórica tuvo lugar en el castillo de Nottingham, como parte de la campaña del regresado rey Ricardo para sofocar la rebelión de su hermano Juan. El castillo fue asediado por Ricardo, tras construir algunas de las máquinas de asedio que había utilizado en las cruzadas. Ricardo contaba con el apoyo de Ranulph de Blondeville, conde de Chester, y David de Escocia, conde de Huntingdon. El castillo se rindió al cabo de unos pocos días.
Poco antes de su 18.º cumpleaños, Eduardo III, con la ayuda de unos pocos compañeros de confianza dirigidos por Sir William Montagu, escenificó un golpe de Estado en el castillo de Nottingham Castillo (19 de octubre de 1330) contra su madre Isabel de Francia, y su amante, Roger Mortimer, conde de March. Ambos actuaban como Regentes durante la minoría de Eduardo tras el asesinato de su padre Eduardo II en el Castillo de Berkeley. William Montagu y sus compañeros fueron acompañados por William Eland, castellano del castillo de Mortimer, que conocía la ubicación de un túnel secreto que les llevaría hasta una puerta habitualmente cerrada en la parte superior del castillo. En la oscuridad de la noche del 19 de octubre de 1330, Montagu y sus compañeros se introdujeron en el túnel, subieron hasta la puerta, que había sido desbloqueada bien por Eduardo III o un hombre de su confianza, derrotaron a Mortimer y mataron a su guardia personal. Mortimer fue atado y amordazado, sacado fuera del túnel y arrestado, junto con la Reina Madre Isabel. Mortimer fue enviado a la Torre de Londres, y colgado un mes más tarde. Isabel de Francia fue forzada a retirarse al castillo de Rising. Con este acontecimiento dramático se inició el reinado personal de Edward empezó.

### Residencia real

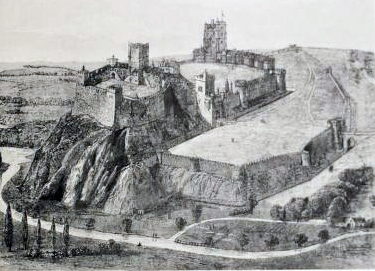
Reconstrucción victoriana del aspecto probable del castillo en el periodo medieval tardío

Eduardo III utilizó el castillo como residencia y sede parlamentaria. En 1346 David II de Escocia fue prisionero. En 1365 Eduardo III mejoró el castillo con una torre nueva en el lado del oeste del recinto intermedio y una prisión nueva bajo la Torre Alta. En 1376 Peter de la Mare, portavoz de la Cámara de los Cumunes fue confinado en el castillo de Nottingham Castillo por haberse 'tomado libertades injustificables con el nombre de Alice Perrers, amante del rey'.
In 1387 el consejo de estado tuvo lugar en el castillo. Ricardo II retuvo al Lord Alcalde de Lonfres con asistentes y Sheriffs en el castillo en 1392, y celebró otro consejo de estado para humillar a los londinenses. La última visita registrada por Ricardo II fue en 1397 cuando otro consejo tuvo lugar allí.

Desde 1403 hasta 1437 fue la residencia principal de la reina de Enrique IV, Juana. Después, el cuidado de la edificación fue reducido. Sólo durante las Guerras de las Rosas el castillo de  Nottingham comienza a ser utilizado otra vez como baluarte militar. Eduardo IV se proclamó rey en Nottingham, y en 1476  ordenó la construcción de una torre nueva y Apartamentos Reales. Durante el reinado de Enrique VII el castillo continuó siendo una fortaleza real. Enrique VIII ordenó tapices nuevos para el castillo antes de que visitar Nottingham en agosto de 1511. En 1536 Enrique hizo reforzar el castillo y aumentó su guarnición de unas pocas docenas de hombre a varios centenares. En 1538 el Condestable, Thomas Manners, conde de Rutland, informó de necesidades de mantenimiento. Una investigación en 1525 declaró que había mucho 'declive y ruina en el castillo' y
'Parte del techo de la Sala Grande está caído. También el edificio nuevo allí es en dekay de timber, ventaja y vaso'.

### Guerra civil
El castillo dejó de ser residencia real por 1600 y quedó en gran parte obsoleto por el desarrollo de la artillería. Poco después del estallido de la Guerra Civil inglesa, el castillo estaba ya en medio ruinoso tras varias escaramuzas que tuvieron lugar en el lugar. A inicio de la Guerra Civil, en agosto de 1642, Carlos I escogió Nottingham como punto de reunión de sus tropas, pero poco después de su partida, el castillo fue capturado y defendidos por los parlamentaristas. Comandados por John Hutchinson, ellos rechazaron varios ataques Realistas, y fueron el último grupo en conservar el castillo. En 1648 el comandante realista Marmaduke Langdale, huyendo tras ser derrotado en Preston, fue capturado y retenido en Nottingham, pero  consiguió huir y llegar a Europa. En 1651, dos años después de la ejecución de Carlos I en 1649, el castillo fue desmantelado para evitar su utilización posterior.

## La actual 'mansión Ducal'

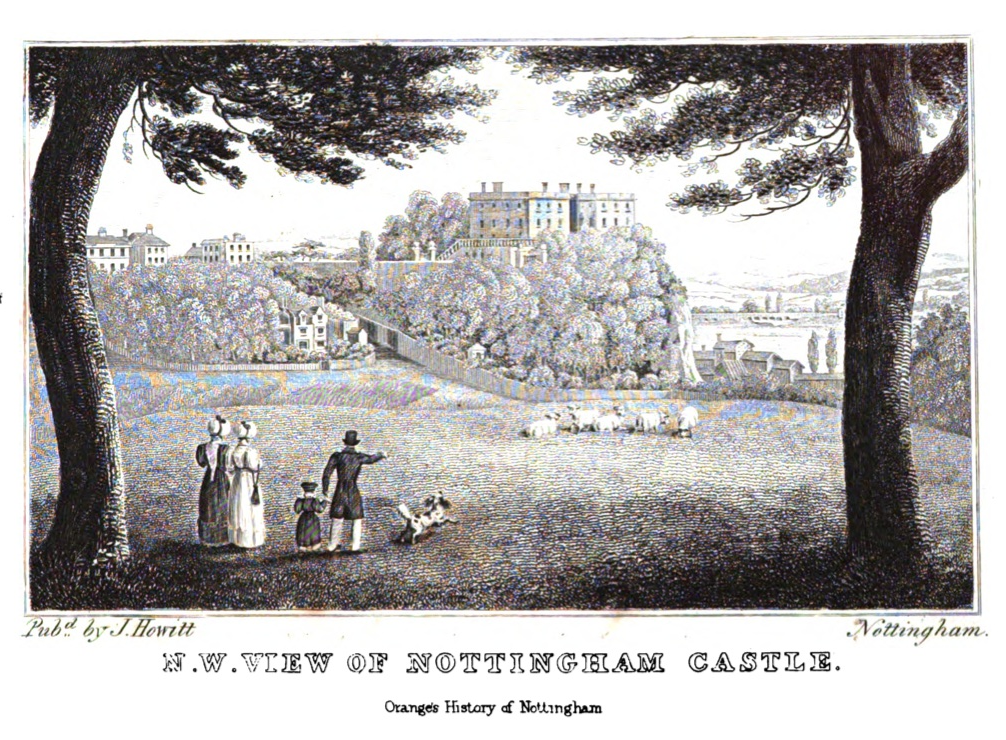
El castillo de La Historia y Antigüedades de Nottingham por James Naranja, 1840

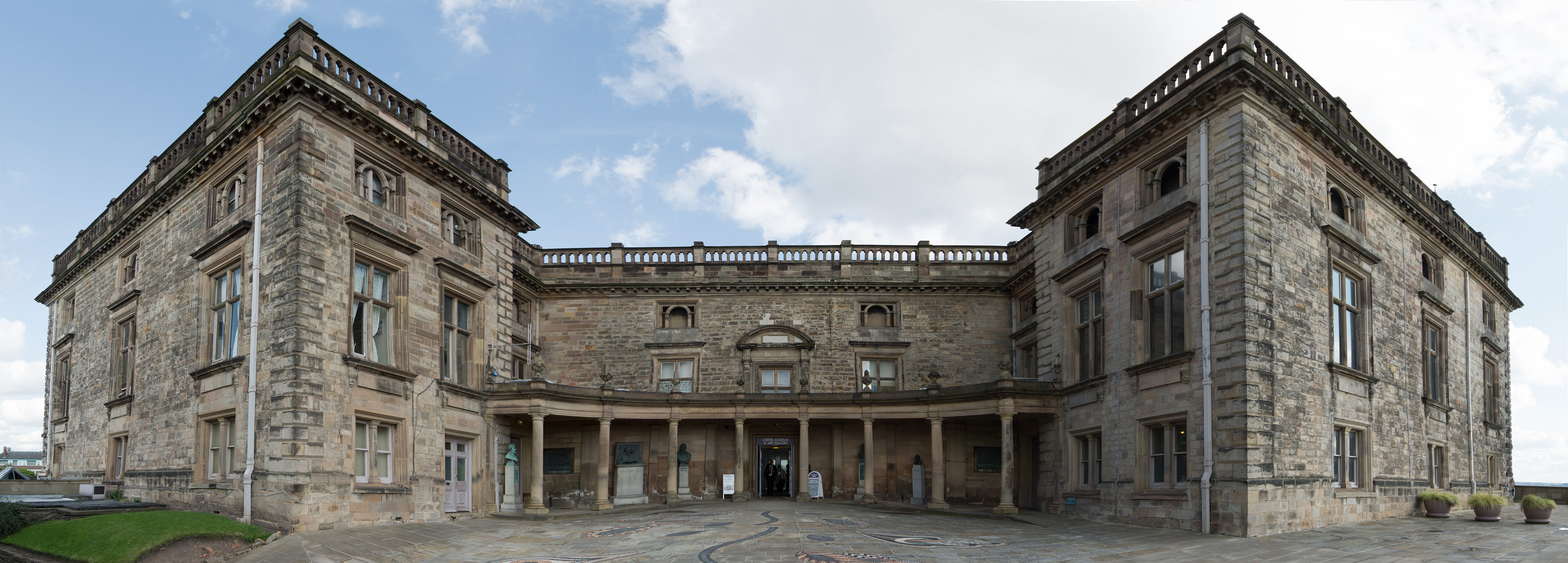
Entrada al Ducal Mansión (2012)

Tras la restauración de Carlos II en 1660, la actual 'Mansión Ducal' fue construido por Henry Cavendish, duque de Newcastle entre 1674 y 1679 sobre los cimientos de la estructura anterior. A pesar de la destrucción del recinto y las fortificaciones de la parte superiores, algunas bodegas excavadas en la roca y  arcos apuntados medievales sobreviven bajo la mansión, junto con un largo pasaje hasta el fondo de la roca, generalmente conocido como el Agujero de Mortimer, a través del cual se realizan las visitas guiadas, comenzando en el castillo y terminando en Brewhouse Yard.
El constructor de la Mansión fue Samuel Marsh de Lincoln, que también trabajó para el Duque en Bolsover Castle. Se considera que sus diseños están fuertemente influenciados por los grabados de Rubens, en su libro Palazzi di Genova. La mansión del Duque es un extraño ejemplo de la Arquitectura Manierista en Inglaterra.
Sin embargo, perdió su atractivo para los duques posteriores con la Revolución Industrial, que situó a Nottingham como la peor zona de chabolismo del Imperio británico fuera de la India. Cuando los habitantes de estos barrios se amotinaron en 1831, en protesta contra la oposición del Duque de Newcastle a la Ley de Reforma 1832 indendiaron la mansión.
Las escaleras exteriores originales de la fachada oriental de la mansión fueron posteriormente derribadas para crear un lugar de desfile para el Batallón Robin Hood.
La mansión permaneció en este estado hasta ser restaurada en 1875 por Thomas Chambers Hine, y abierta en 1878 por el Príncipe de Gales, (el futuro Eduardo VII) como el Museo NottinghamCastle, la primera galería municipal de arte en el Reino Unido fuera de Londres. Los nuevos interiores ignoraron los niveles de piso y ventanas originales para acomodar una galería modelada según la Galería Magnífica del Louvre.
Las verjas del castillo medieval y gran parte del recinto exterior fueron utilizados como pared de jardín de la mansión ducal. No obstante, la parte más septentrional del recinto exterior se perdió cuando una carretera fue construida en los años 1830 para el desarrollo de The Park Estate sobre el anterior parque de ciervos.
El día de Navidad de 1996 un deslizamiento de tierra causado por filtraciones de agua, arrastró 80 toneladas de tierra y murallas desde la terraca de Restauración hasta la Mansión, cayendo al fondo de Castle Rock. Esto reveló algunos restos de los cimientos del castillo original sobre el lecho de piedra. Tras largas discusiones sobre la mejor forma de afrontar la conservación/restauración, la terraza fue restablecida como una fachada de piedra tradicional.
Un dibujo de la mansión ducal la mansión apareció en millones de paquetes de tabaco de liar y cigarrillos fabricados por John Player & Sons. La mayoría de los paquetes contenían las frases Nottingham Castle y Trade Mark. Esto llevó al novelista Ian Fleming a referiser a "aquella extraordinaria marca de una casa de muñecas nadando en chocolate con Nottingham Castle escrito debajo." en Operación Trueno, sabiendo que a sus lectores británicos les resultaría familiar la imagen.
Se espera una renovación multimillonaria del edificio en 2018.

## Museo de Nottingham Castle
Hasta su clausura en julio de 2018 (el castillo será cerrado para dos años para una remodelación de £30 millones) la mansión siguió en uso como museo y galería de arte. Albergó la mayoría de los fondos y colecciones de arte de la Ciudad de Nottingham, galerías sobre la historia y arqueología de Nottingham y las áreas circundantes, y el museo del regimiento de los Sherwood Foresters. Los elementos notables de las colecciones eran:
- Tallas en Alabastro Nottingham del siglo XV, incluyendo las encontrada en 1779 en la iglesia de St.Peter, Flawford
- Acuarelas de Richard Parkes Bonnington y Paul Sandby
- La colección de Joseph de Wedgwood Jasperware
- La colección Ballantyne de cerámica contemporánea
- Sal-barnizado stoneware, incluyendo "jarras de oso" de fabricación local
- Una colección de disfrazes incluyendo encajes de Nottingham
- Ofrendas votivas romanas del Templo de Diana Nemorensis en el Lago de Nemi (la mayoría fuera de exhibición)
- Obras de George Wallis

Además, El Nottingham Castle Victoria Cross Memorial, dedicado el 7 de mayo de 2010, lista a Albert Ball y otros 19 habitantes de Nottinghamshire galardonados con la Cruz Victoria.
Obras de arte de Gran Bretaña y Europa continental se mostraban en la Galería Larga del Castillo. Incluía obras de artistas de Nottinghamshire como Thomas Barber, Richard Bonington, Henry Dawson, Paul Sandby y John Rawson Walker, y trabajos del siglo XX creados por  Edward Burra, Tristram Hillier, Ivon Hitchens, Laura Knight, Harold Knight, L.S. Lowry, William, Ben y Winifred Nicholson, Stanley Spencer, Matthew Smith y Edward Wadsworth.

## Lectura más lejana
- Foulds, Trevor (1991), «The Siege of Nottingham Castle in 1194», Transactions of the Thoroton Society of Nottinghamshire XCV: 20-28, archivado desde el original el 11 de enero de 2012, consultado el 3 de abril de 2019.